# Maciej Tadeusz Eysymont
Maciej Tadeusz Eysymontt, (ur. 1741 w Małe Ejsmonty Paszewicze, zm. 21 lutego 1805 w Grodnie) – ostatni stolnik grodzieński, działacz gospodarczy.

## Sprawowane urzędy
- Strukczaszy grodzieński (Od 18 XI 1784 - ostatni na urzędzie)
- Stolnik grodzieński (Od 15 IX 1789 - ostatni na urzędzie)[1]

## Deputat na Trybunał Główny Wielkiego Księstwa Litewskiego

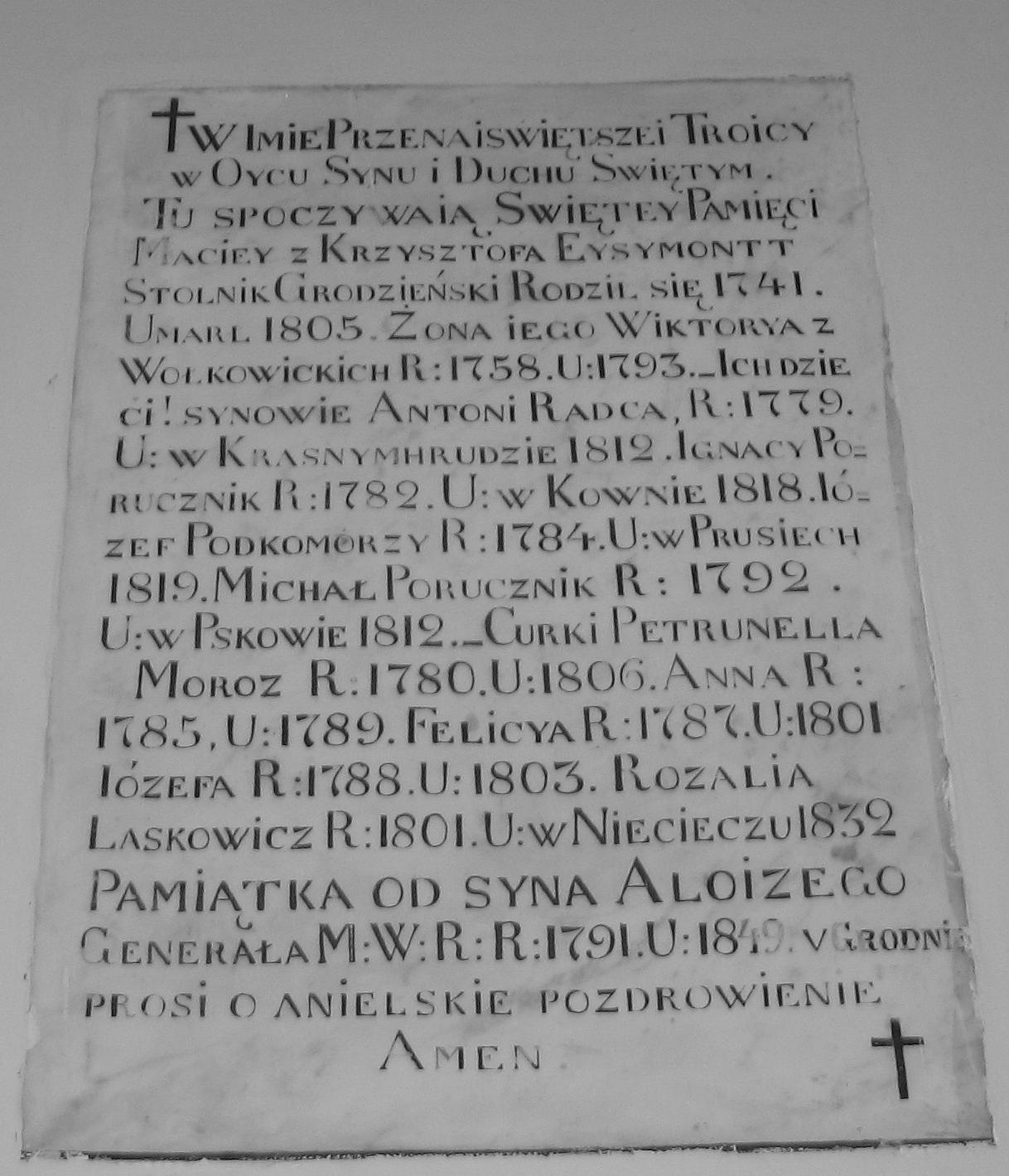
Tablica w kościele bernardyńskim ufundowana przez syna Alojzego

- 1785 - z Powiatu Grodzieńskiego[2]

## Życiorys
Urodzony w rodzinie szlacheckiej o tradycjach wojskowych, jako syn Krzysztofa Eysymontta, (być może namiestnika Petyhorskiego?) i Krystyny ze Szczęsnowiczów. Na Popisie powiatu grodzieńskiego jest zapewne wymieniony przy parafii brzostowickiej. Związany był z Antonim Tyzenhausem i jego planami rozwoju gospodarczego. W 1769 r. zostaje gubernatorem szczeberskim (był już wtedy komornikiem grodzieńskim), a w 1784 strukczaszym grodzieńskim. W latach 1785–1786 był deputatem na Trybunał Główny Wielkiego Księstwa Litewskiego. W trakcie swojej działalności gospodarczej, jeszcze w czasach Tyzenhauza, dał się poznać jako świetny organizator. Założył takie miejscowości jak Jeleniewo, Krasnopol-Pomorze i Szczebra, w okolicy Sejn. 15 września 1789 roku został stolnikiem grodzieńskim, co w praktyce oznaczało kierowanie całą ekonomią grodzieńską. Faktycznie jeszcze w 1796 r. miał pełny wpływ na sprawy społeczne i gospodarcze powiatu. Był zaangażowany podobnie jak kuzyni Ferdynand, wojski grodzieński i Aleksander Michał, podstarości grodzieński Eysymonttowie w próbę reformy Rzeczypospolitej. To właśnie u niego na Horodnicy w Grodnie hucznie fetowano przyjęcie przez Sejmik Grodzieński Konstytucji 3 Maja.
Po Targowicy związany był z obozem patriotycznym powiatu grodzieńskiego. Przystąpił do sprzysiężenia Jakuba Jasińskiego. Po wybuchu Insurekcji Kościuszkowskiej, wszedł w skład Komisji Porządkowej powiatu grodzieńskiego i chociaż ostatni raz wziął w niej udział 17 czerwca 1794 roku, to przez cały okres jej istnienia blisko z nią współpracował.
Pochowany w kościele Bernardynów w Grodnie (nadal istnieje tam jego nagrobek).

## Rodzina
Dwukrotnie żonaty. Pierwszą żoną była Wiktoria Wołkowicka (1758-1793), córka Antoniego, horodniczego grodzieńskiego i Petroneli Kandybównej, z którą miał ośmioro dzieci, zaś z Rozalią Smogorzewską, córką Floriana, wojskiego wołkowyskiego i Teodory z Przecławskich - jedno.

## Genealogia
|                                                                                        |                                                                                        |                                                                                        |                                                                                        |                                                                                        |                                                                                        |  |  | 1. Antoni (1779-1812), sędzia pokoju x. 1806 Julia Mejer (1792-po 1830)                                   | 1. Antoni (1779-1812), sędzia pokoju x. 1806 Julia Mejer (1792-po 1830)                                   | 1. Antoni (1779-1812), sędzia pokoju x. 1806 Julia Mejer (1792-po 1830)                                   | 1. Antoni (1779-1812), sędzia pokoju x. 1806 Julia Mejer (1792-po 1830)                                   | 1. Antoni (1779-1812), sędzia pokoju x. 1806 Julia Mejer (1792-po 1830)                                   | 1. Antoni (1779-1812), sędzia pokoju x. 1806 Julia Mejer (1792-po 1830)                                   |  |  | Elżbieta (*ok. 1807-?) x. Jan Józef Paszkiewicz (1792-1855)                         | Elżbieta (*ok. 1807-?) x. Jan Józef Paszkiewicz (1792-1855)                         | Elżbieta (*ok. 1807-?) x. Jan Józef Paszkiewicz (1792-1855)                         | Elżbieta (*ok. 1807-?) x. Jan Józef Paszkiewicz (1792-1855)                         | Elżbieta (*ok. 1807-?) x. Jan Józef Paszkiewicz (1792-1855)                         | Elżbieta (*ok. 1807-?) x. Jan Józef Paszkiewicz (1792-1855)                         |  |  |                                                                    |                                                                    |                                                                    |                                                                    |                                                                    |                                                                    |  |  |  |  |  |  |  |  |  |  |  |  |  |  |
|                                                                                        |                                                                                        |                                                                                        |                                                                                        |                                                                                        |                                                                                        |  |  | 1. Antoni (1779-1812), sędzia pokoju x. 1806 Julia Mejer (1792-po 1830)                                   | 1. Antoni (1779-1812), sędzia pokoju x. 1806 Julia Mejer (1792-po 1830)                                   | 1. Antoni (1779-1812), sędzia pokoju x. 1806 Julia Mejer (1792-po 1830)                                   | 1. Antoni (1779-1812), sędzia pokoju x. 1806 Julia Mejer (1792-po 1830)                                   | 1. Antoni (1779-1812), sędzia pokoju x. 1806 Julia Mejer (1792-po 1830)                                   | 1. Antoni (1779-1812), sędzia pokoju x. 1806 Julia Mejer (1792-po 1830)                                   |  |  | Elżbieta (*ok. 1807-?) x. Jan Józef Paszkiewicz (1792-1855)                         | Elżbieta (*ok. 1807-?) x. Jan Józef Paszkiewicz (1792-1855)                         | Elżbieta (*ok. 1807-?) x. Jan Józef Paszkiewicz (1792-1855)                         | Elżbieta (*ok. 1807-?) x. Jan Józef Paszkiewicz (1792-1855)                         | Elżbieta (*ok. 1807-?) x. Jan Józef Paszkiewicz (1792-1855)                         | Elżbieta (*ok. 1807-?) x. Jan Józef Paszkiewicz (1792-1855)                         |  |  |                                                                    |                                                                    |                                                                    |                                                                    |                                                                    |                                                                    |  |  |  |  |  |  |  |  |  |  |  |  |  |  |
|                                                                                        |                                                                                        |                                                                                        |                                                                                        |                                                                                        |                                                                                        |  |  | | | | | | |  |  |                                                                                     |                                                                                     |                                                                                     |                                                                                     |                                                                                     |                                                                                     |  |  |                                                                    |                                                                    |                                                                    |                                                                    |                                                                    |                                                                    |  |  |  |  |  |  |  |  |  |  |  |  |  |  |
|                                                                                        |                                                                                        |                                                                                        |                                                                                        |                                                                                        |                                                                                        |  |  | 1. Petronela (1786-1806) x. Michał Moross, chorąży byłych wojsk polskich                                  | 1. Petronela (1786-1806) x. Michał Moross, chorąży byłych wojsk polskich                                  | 1. Petronela (1786-1806) x. Michał Moross, chorąży byłych wojsk polskich                                  | 1. Petronela (1786-1806) x. Michał Moross, chorąży byłych wojsk polskich                                  | 1. Petronela (1786-1806) x. Michał Moross, chorąży byłych wojsk polskich                                  | 1. Petronela (1786-1806) x. Michał Moross, chorąży byłych wojsk polskich                                  |  |  | Domicela Petronela (1808-1829) x. Jan Józef Paszkiewicz (1792-1855)                 | Domicela Petronela (1808-1829) x. Jan Józef Paszkiewicz (1792-1855)                 | Domicela Petronela (1808-1829) x. Jan Józef Paszkiewicz (1792-1855)                 | Domicela Petronela (1808-1829) x. Jan Józef Paszkiewicz (1792-1855)                 | Domicela Petronela (1808-1829) x. Jan Józef Paszkiewicz (1792-1855)                 | Domicela Petronela (1808-1829) x. Jan Józef Paszkiewicz (1792-1855)                 |  |  |                                                                    |                                                                    |                                                                    |                                                                    |                                                                    |                                                                    |  |  |  |  |  |  |  |  |  |  |  |  |  |  |
|                                                                                        |                                                                                        |                                                                                        |                                                                                        |                                                                                        |                                                                                        |  |  | 1. Petronela (1786-1806) x. Michał Moross, chorąży byłych wojsk polskich                                  | 1. Petronela (1786-1806) x. Michał Moross, chorąży byłych wojsk polskich                                  | 1. Petronela (1786-1806) x. Michał Moross, chorąży byłych wojsk polskich                                  | 1. Petronela (1786-1806) x. Michał Moross, chorąży byłych wojsk polskich                                  | 1. Petronela (1786-1806) x. Michał Moross, chorąży byłych wojsk polskich                                  | 1. Petronela (1786-1806) x. Michał Moross, chorąży byłych wojsk polskich                                  |  |  | Domicela Petronela (1808-1829) x. Jan Józef Paszkiewicz (1792-1855)                 | Domicela Petronela (1808-1829) x. Jan Józef Paszkiewicz (1792-1855)                 | Domicela Petronela (1808-1829) x. Jan Józef Paszkiewicz (1792-1855)                 | Domicela Petronela (1808-1829) x. Jan Józef Paszkiewicz (1792-1855)                 | Domicela Petronela (1808-1829) x. Jan Józef Paszkiewicz (1792-1855)                 | Domicela Petronela (1808-1829) x. Jan Józef Paszkiewicz (1792-1855)                 |  |  |                                                                    |                                                                    |                                                                    |                                                                    |                                                                    |                                                                    |  |  |  |  |  |  |  |  |  |  |  |  |  |  |
|                                                                                        |                                                                                        |                                                                                        |                                                                                        |                                                                                        |                                                                                        |  |  | | | | | | |  |  |                                                                                     |                                                                                     |                                                                                     |                                                                                     |                                                                                     |                                                                                     |  |  |                                                                    |                                                                    |                                                                    |                                                                    |                                                                    |                                                                    |  |  |  |  |  |  |  |  |  |  |  |  |  |  |
|                                                                                        |                                                                                        |                                                                                        |                                                                                        |                                                                                        |                                                                                        |  |  | 1. Ignacy (1783-1818), por. ros. x1. Anna Kretowicz x2. Karolina Mejer (1794-1814) x3. Wiktoria Łuniewska | 1. Ignacy (1783-1818), por. ros. x1. Anna Kretowicz x2. Karolina Mejer (1794-1814) x3. Wiktoria Łuniewska | 1. Ignacy (1783-1818), por. ros. x1. Anna Kretowicz x2. Karolina Mejer (1794-1814) x3. Wiktoria Łuniewska | 1. Ignacy (1783-1818), por. ros. x1. Anna Kretowicz x2. Karolina Mejer (1794-1814) x3. Wiktoria Łuniewska | 1. Ignacy (1783-1818), por. ros. x1. Anna Kretowicz x2. Karolina Mejer (1794-1814) x3. Wiktoria Łuniewska | 1. Ignacy (1783-1818), por. ros. x1. Anna Kretowicz x2. Karolina Mejer (1794-1814) x3. Wiktoria Łuniewska |  |  | 2. Wiktoria (1814-?) x. Juliusz Krzywicki                                           | 2. Wiktoria (1814-?) x. Juliusz Krzywicki                                           | 2. Wiktoria (1814-?) x. Juliusz Krzywicki                                           | 2. Wiktoria (1814-?) x. Juliusz Krzywicki                                           | 2. Wiktoria (1814-?) x. Juliusz Krzywicki                                           | 2. Wiktoria (1814-?) x. Juliusz Krzywicki                                           |  |  |                                                                    |                                                                    |                                                                    |                                                                    |                                                                    |                                                                    |  |  |  |  |  |  |  |  |  |  |  |  |  |  |
|                                                                                        |                                                                                        |                                                                                        |                                                                                        |                                                                                        |                                                                                        |  |  | 1. Ignacy (1783-1818), por. ros. x1. Anna Kretowicz x2. Karolina Mejer (1794-1814) x3. Wiktoria Łuniewska | 1. Ignacy (1783-1818), por. ros. x1. Anna Kretowicz x2. Karolina Mejer (1794-1814) x3. Wiktoria Łuniewska | 1. Ignacy (1783-1818), por. ros. x1. Anna Kretowicz x2. Karolina Mejer (1794-1814) x3. Wiktoria Łuniewska | 1. Ignacy (1783-1818), por. ros. x1. Anna Kretowicz x2. Karolina Mejer (1794-1814) x3. Wiktoria Łuniewska | 1. Ignacy (1783-1818), por. ros. x1. Anna Kretowicz x2. Karolina Mejer (1794-1814) x3. Wiktoria Łuniewska | 1. Ignacy (1783-1818), por. ros. x1. Anna Kretowicz x2. Karolina Mejer (1794-1814) x3. Wiktoria Łuniewska |  |  | 2. Wiktoria (1814-?) x. Juliusz Krzywicki                                           | 2. Wiktoria (1814-?) x. Juliusz Krzywicki                                           | 2. Wiktoria (1814-?) x. Juliusz Krzywicki                                           | 2. Wiktoria (1814-?) x. Juliusz Krzywicki                                           | 2. Wiktoria (1814-?) x. Juliusz Krzywicki                                           | 2. Wiktoria (1814-?) x. Juliusz Krzywicki                                           |  |  |                                                                    |                                                                    |                                                                    |                                                                    |                                                                    |                                                                    |  |  |  |  |  |  |  |  |  |  |  |  |  |  |
|                                                                                        |                                                                                        |                                                                                        |                                                                                        |                                                                                        |                                                                                        |  |  | | | | | | |  |  |                                                                                     |                                                                                     |                                                                                     |                                                                                     |                                                                                     |                                                                                     |  |  |                                                                    |                                                                    |                                                                    |                                                                    |                                                                    |                                                                    |  |  |  |  |  |  |  |  |  |  |  |  |  |  |
| Maciej Tadeusz (1741-1805) x1 Wiktoria Wołkowicka (1758-1793) x2. Rozalia Smogorzewska | Maciej Tadeusz (1741-1805) x1 Wiktoria Wołkowicka (1758-1793) x2. Rozalia Smogorzewska | Maciej Tadeusz (1741-1805) x1 Wiktoria Wołkowicka (1758-1793) x2. Rozalia Smogorzewska | Maciej Tadeusz (1741-1805) x1 Wiktoria Wołkowicka (1758-1793) x2. Rozalia Smogorzewska | Maciej Tadeusz (1741-1805) x1 Wiktoria Wołkowicka (1758-1793) x2. Rozalia Smogorzewska | Maciej Tadeusz (1741-1805) x1 Wiktoria Wołkowicka (1758-1793) x2. Rozalia Smogorzewska |  |  | | | | | | |  |  | 3. Ryszard Łukasz (1818-?) urzędnik Komisji Skarbu x. Aniela Abłamowicz (1829-1909) | 3. Ryszard Łukasz (1818-?) urzędnik Komisji Skarbu x. Aniela Abłamowicz (1829-1909) | 3. Ryszard Łukasz (1818-?) urzędnik Komisji Skarbu x. Aniela Abłamowicz (1829-1909) | 3. Ryszard Łukasz (1818-?) urzędnik Komisji Skarbu x. Aniela Abłamowicz (1829-1909) | 3. Ryszard Łukasz (1818-?) urzędnik Komisji Skarbu x. Aniela Abłamowicz (1829-1909) | 3. Ryszard Łukasz (1818-?) urzędnik Komisji Skarbu x. Aniela Abłamowicz (1829-1909) |  |  | Wiktoria Filipina (1852-1901) x. Aleksander Bakinowski (1839-1917) | Wiktoria Filipina (1852-1901) x. Aleksander Bakinowski (1839-1917) | Wiktoria Filipina (1852-1901) x. Aleksander Bakinowski (1839-1917) | Wiktoria Filipina (1852-1901) x. Aleksander Bakinowski (1839-1917) | Wiktoria Filipina (1852-1901) x. Aleksander Bakinowski (1839-1917) | Wiktoria Filipina (1852-1901) x. Aleksander Bakinowski (1839-1917) |  |  |  |  |  |  |  |  |  |  |  |  |  |  |
| Maciej Tadeusz (1741-1805) x1 Wiktoria Wołkowicka (1758-1793) x2. Rozalia Smogorzewska | Maciej Tadeusz (1741-1805) x1 Wiktoria Wołkowicka (1758-1793) x2. Rozalia Smogorzewska | Maciej Tadeusz (1741-1805) x1 Wiktoria Wołkowicka (1758-1793) x2. Rozalia Smogorzewska | Maciej Tadeusz (1741-1805) x1 Wiktoria Wołkowicka (1758-1793) x2. Rozalia Smogorzewska | Maciej Tadeusz (1741-1805) x1 Wiktoria Wołkowicka (1758-1793) x2. Rozalia Smogorzewska | Maciej Tadeusz (1741-1805) x1 Wiktoria Wołkowicka (1758-1793) x2. Rozalia Smogorzewska |  |  | | | | | | |  |  | 3. Ryszard Łukasz (1818-?) urzędnik Komisji Skarbu x. Aniela Abłamowicz (1829-1909) | 3. Ryszard Łukasz (1818-?) urzędnik Komisji Skarbu x. Aniela Abłamowicz (1829-1909) | 3. Ryszard Łukasz (1818-?) urzędnik Komisji Skarbu x. Aniela Abłamowicz (1829-1909) | 3. Ryszard Łukasz (1818-?) urzędnik Komisji Skarbu x. Aniela Abłamowicz (1829-1909) | 3. Ryszard Łukasz (1818-?) urzędnik Komisji Skarbu x. Aniela Abłamowicz (1829-1909) | 3. Ryszard Łukasz (1818-?) urzędnik Komisji Skarbu x. Aniela Abłamowicz (1829-1909) |  |  | Wiktoria Filipina (1852-1901) x. Aleksander Bakinowski (1839-1917) | Wiktoria Filipina (1852-1901) x. Aleksander Bakinowski (1839-1917) | Wiktoria Filipina (1852-1901) x. Aleksander Bakinowski (1839-1917) | Wiktoria Filipina (1852-1901) x. Aleksander Bakinowski (1839-1917) | Wiktoria Filipina (1852-1901) x. Aleksander Bakinowski (1839-1917) | Wiktoria Filipina (1852-1901) x. Aleksander Bakinowski (1839-1917) |  |  |  |  |  |  |  |  |  |  |  |  |  |  |
|                                                                                        |                                                                                        |                                                                                        |                                                                                        |                                                                                        |                                                                                        |  |  | | | | | | |  |  |                                                                                     |                                                                                     |                                                                                     |                                                                                     |                                                                                     |                                                                                     |  |  |                                                                    |                                                                    |                                                                    |                                                                    |                                                                    |                                                                    |  |  |  |  |  |  |  |  |  |  |  |  |  |  |
|                                                                                        |                                                                                        |                                                                                        |                                                                                        |                                                                                        |                                                                                        |  |  | 1. Józef (1784-1820), podkomorzy grodzieński, mistrz obrzędów loży "Przyjaciele ludzkości"                | 1. Józef (1784-1820), podkomorzy grodzieński, mistrz obrzędów loży "Przyjaciele ludzkości"                | 1. Józef (1784-1820), podkomorzy grodzieński, mistrz obrzędów loży "Przyjaciele ludzkości"                | 1. Józef (1784-1820), podkomorzy grodzieński, mistrz obrzędów loży "Przyjaciele ludzkości"                | 1. Józef (1784-1820), podkomorzy grodzieński, mistrz obrzędów loży "Przyjaciele ludzkości"                | 1. Józef (1784-1820), podkomorzy grodzieński, mistrz obrzędów loży "Przyjaciele ludzkości"                |  |  |                                                                                     |                                                                                     |                                                                                     |                                                                                     |                                                                                     |                                                                                     |  |  | Ludwika Michalina (1853-1920) x. Józef Kościałkowski (1833-1895)   | Ludwika Michalina (1853-1920) x. Józef Kościałkowski (1833-1895)   | Ludwika Michalina (1853-1920) x. Józef Kościałkowski (1833-1895)   | Ludwika Michalina (1853-1920) x. Józef Kościałkowski (1833-1895)   | Ludwika Michalina (1853-1920) x. Józef Kościałkowski (1833-1895)   | Ludwika Michalina (1853-1920) x. Józef Kościałkowski (1833-1895)   |  |  |  |  |  |  |  |  |  |  |  |  |  |  |
|                                                                                        |                                                                                        |                                                                                        |                                                                                        |                                                                                        |                                                                                        |  |  | 1. Józef (1784-1820), podkomorzy grodzieński, mistrz obrzędów loży "Przyjaciele ludzkości"                | 1. Józef (1784-1820), podkomorzy grodzieński, mistrz obrzędów loży "Przyjaciele ludzkości"                | 1. Józef (1784-1820), podkomorzy grodzieński, mistrz obrzędów loży "Przyjaciele ludzkości"                | 1. Józef (1784-1820), podkomorzy grodzieński, mistrz obrzędów loży "Przyjaciele ludzkości"                | 1. Józef (1784-1820), podkomorzy grodzieński, mistrz obrzędów loży "Przyjaciele ludzkości"                | 1. Józef (1784-1820), podkomorzy grodzieński, mistrz obrzędów loży "Przyjaciele ludzkości"                |  |  |                                                                                     |                                                                                     |                                                                                     |                                                                                     |                                                                                     |                                                                                     |  |  | Ludwika Michalina (1853-1920) x. Józef Kościałkowski (1833-1895)   | Ludwika Michalina (1853-1920) x. Józef Kościałkowski (1833-1895)   | Ludwika Michalina (1853-1920) x. Józef Kościałkowski (1833-1895)   | Ludwika Michalina (1853-1920) x. Józef Kościałkowski (1833-1895)   | Ludwika Michalina (1853-1920) x. Józef Kościałkowski (1833-1895)   | Ludwika Michalina (1853-1920) x. Józef Kościałkowski (1833-1895)   |  |  |  |  |  |  |  |  |  |  |  |  |  |  |
|                                                                                        |                                                                                        |                                                                                        |                                                                                        |                                                                                        |                                                                                        |  |  | | | | | | |  |  |                                                                                     |                                                                                     |                                                                                     |                                                                                     |                                                                                     |                                                                                     |  |  |                                                                    |                                                                    |                                                                    |                                                                    |                                                                    |                                                                    |  |  |  |  |  |  |  |  |  |  |  |  |  |  |
|                                                                                        |                                                                                        |                                                                                        |                                                                                        |                                                                                        |                                                                                        |  |  | | | | | | |  |  |                                                                                     |                                                                                     |                                                                                     |                                                                                     |                                                                                     |                                                                                     |  |  | Michał Dominik (1856-?)                                            |                                                                    |                                                                    |                                                                    |                                                                    |                                                                    |  |  |  |  |  |  |  |  |  |  |  |  |  |  |
|                                                                                        |                                                                                        |                                                                                        |                                                                                        |                                                                                        |                                                                                        |  |  | | | | | | |  |  |                                                                                     |                                                                                     |                                                                                     |                                                                                     |                                                                                     |                                                                                     |  |  |                                                                    |                                                                    |                                                                    |                                                                    |                                                                    |                                                                    |  |  |  |  |  |  |  |  |  |  |  |  |  |  |
|                                                                                        |                                                                                        |                                                                                        |                                                                                        |                                                                                        |                                                                                        |  |  | | | | | | |  |  |                                                                                     |                                                                                     |                                                                                     |                                                                                     |                                                                                     |                                                                                     |  |  |                                                                    |                                                                    |                                                                    |                                                                    |                                                                    |                                                                    |  |  |  |  |  |  |  |  |  |  |  |  |  |  |
|                                                                                        |                                                                                        |                                                                                        |                                                                                        |                                                                                        |                                                                                        |  |  | 1. Alojzy (1791-1849), generał-major artylerii x. Regina Obuchowicz                                       | 1. Alojzy (1791-1849), generał-major artylerii x. Regina Obuchowicz                                       | 1. Alojzy (1791-1849), generał-major artylerii x. Regina Obuchowicz                                       | 1. Alojzy (1791-1849), generał-major artylerii x. Regina Obuchowicz                                       | 1. Alojzy (1791-1849), generał-major artylerii x. Regina Obuchowicz                                       | 1. Alojzy (1791-1849), generał-major artylerii x. Regina Obuchowicz                                       |  |  |                                                                                     |                                                                                     |                                                                                     |                                                                                     |                                                                                     |                                                                                     |  |  | Anna Salomea (1857-?)                                              | Anna Salomea (1857-?)                                              | Anna Salomea (1857-?)                                              | Anna Salomea (1857-?)                                              | Anna Salomea (1857-?)                                              | Anna Salomea (1857-?)                                              |  |  |  |  |  |  |  |  |  |  |  |  |  |  |
|                                                                                        |                                                                                        |                                                                                        |                                                                                        |                                                                                        |                                                                                        |  |  | 1. Alojzy (1791-1849), generał-major artylerii x. Regina Obuchowicz                                       | 1. Alojzy (1791-1849), generał-major artylerii x. Regina Obuchowicz                                       | 1. Alojzy (1791-1849), generał-major artylerii x. Regina Obuchowicz                                       | 1. Alojzy (1791-1849), generał-major artylerii x. Regina Obuchowicz                                       | 1. Alojzy (1791-1849), generał-major artylerii x. Regina Obuchowicz                                       | 1. Alojzy (1791-1849), generał-major artylerii x. Regina Obuchowicz                                       |  |  |                                                                                     |                                                                                     |                                                                                     |                                                                                     |                                                                                     |                                                                                     |  |  | Anna Salomea (1857-?)                                              | Anna Salomea (1857-?)                                              | Anna Salomea (1857-?)                                              | Anna Salomea (1857-?)                                              | Anna Salomea (1857-?)                                              | Anna Salomea (1857-?)                                              |  |  |  |  |  |  |  |  |  |  |  |  |  |  |
|                                                                                        |                                                                                        |                                                                                        |                                                                                        |                                                                                        |                                                                                        |  |  | | | | | | |  |  |                                                                                     |                                                                                     |                                                                                     |                                                                                     |                                                                                     |                                                                                     |  |  |                                                                    |                                                                    |                                                                    |                                                                    |                                                                    |                                                                    |  |  |  |  |  |  |  |  |  |  |  |  |  |  |
|                                                                                        |                                                                                        |                                                                                        |                                                                                        |                                                                                        |                                                                                        |  |  | 1. Michał (1792-1812), por. ros. zginął pod Pskowem                                                       | 1. Michał (1792-1812), por. ros. zginął pod Pskowem                                                       | 1. Michał (1792-1812), por. ros. zginął pod Pskowem                                                       | 1. Michał (1792-1812), por. ros. zginął pod Pskowem                                                       | 1. Michał (1792-1812), por. ros. zginął pod Pskowem                                                       | 1. Michał (1792-1812), por. ros. zginął pod Pskowem                                                       |  |  |                                                                                     |                                                                                     |                                                                                     |                                                                                     |                                                                                     |                                                                                     |  |  | Helena Dorota (1859-1934) x. Jakub Gieysztor (1827-1897)           | Helena Dorota (1859-1934) x. Jakub Gieysztor (1827-1897)           | Helena Dorota (1859-1934) x. Jakub Gieysztor (1827-1897)           | Helena Dorota (1859-1934) x. Jakub Gieysztor (1827-1897)           | Helena Dorota (1859-1934) x. Jakub Gieysztor (1827-1897)           | Helena Dorota (1859-1934) x. Jakub Gieysztor (1827-1897)           |  |  |  |  |  |  |  |  |  |  |  |  |  |  |
|                                                                                        |                                                                                        |                                                                                        |                                                                                        |                                                                                        |                                                                                        |  |  | 1. Michał (1792-1812), por. ros. zginął pod Pskowem                                                       | 1. Michał (1792-1812), por. ros. zginął pod Pskowem                                                       | 1. Michał (1792-1812), por. ros. zginął pod Pskowem                                                       | 1. Michał (1792-1812), por. ros. zginął pod Pskowem                                                       | 1. Michał (1792-1812), por. ros. zginął pod Pskowem                                                       | 1. Michał (1792-1812), por. ros. zginął pod Pskowem                                                       |  |  |                                                                                     |                                                                                     |                                                                                     |                                                                                     |                                                                                     |                                                                                     |  |  | Helena Dorota (1859-1934) x. Jakub Gieysztor (1827-1897)           | Helena Dorota (1859-1934) x. Jakub Gieysztor (1827-1897)           | Helena Dorota (1859-1934) x. Jakub Gieysztor (1827-1897)           | Helena Dorota (1859-1934) x. Jakub Gieysztor (1827-1897)           | Helena Dorota (1859-1934) x. Jakub Gieysztor (1827-1897)           | Helena Dorota (1859-1934) x. Jakub Gieysztor (1827-1897)           |  |  |  |  |  |  |  |  |  |  |  |  |  |  |
|                                                                                        |                                                                                        |                                                                                        |                                                                                        |                                                                                        |                                                                                        |  |  | | | | | | |  |  |                                                                                     |                                                                                     |                                                                                     |                                                                                     |                                                                                     |                                                                                     |  |  |                                                                    |                                                                    |                                                                    |                                                                    |                                                                    |                                                                    |  |  |  |  |  |  |  |  |  |  |  |  |  |  |
|                                                                                        |                                                                                        |                                                                                        |                                                                                        |                                                                                        |                                                                                        |  |  | 2. Rozalia (1801-1832) x. Stanisław Laskowicz                                                             | 2. Rozalia (1801-1832) x. Stanisław Laskowicz                                                             | 2. Rozalia (1801-1832) x. Stanisław Laskowicz                                                             | 2. Rozalia (1801-1832) x. Stanisław Laskowicz                                                             | 2. Rozalia (1801-1832) x. Stanisław Laskowicz                                                             | 2. Rozalia (1801-1832) x. Stanisław Laskowicz                                                             |  |  |                                                                                     |                                                                                     |                                                                                     |                                                                                     |                                                                                     |                                                                                     |  |  | Zofia Agata (1864-1934) x. Aleksander Bakinowski (1839-1917)       | Zofia Agata (1864-1934) x. Aleksander Bakinowski (1839-1917)       | Zofia Agata (1864-1934) x. Aleksander Bakinowski (1839-1917)       | Zofia Agata (1864-1934) x. Aleksander Bakinowski (1839-1917)       | Zofia Agata (1864-1934) x. Aleksander Bakinowski (1839-1917)       | Zofia Agata (1864-1934) x. Aleksander Bakinowski (1839-1917)       |  |  |  |  |  |  |  |  |  |  |  |  |  |  |
|                                                                                        |                                                                                        |                                                                                        |                                                                                        |                                                                                        |                                                                                        |  |  | 2. Rozalia (1801-1832) x. Stanisław Laskowicz                                                             | 2. Rozalia (1801-1832) x. Stanisław Laskowicz                                                             | 2. Rozalia (1801-1832) x. Stanisław Laskowicz                                                             | 2. Rozalia (1801-1832) x. Stanisław Laskowicz                                                             | 2. Rozalia (1801-1832) x. Stanisław Laskowicz                                                             | 2. Rozalia (1801-1832) x. Stanisław Laskowicz                                                             |  |  |                                                                                     |                                                                                     |                                                                                     |                                                                                     |                                                                                     |                                                                                     |  |  | Zofia Agata (1864-1934) x. Aleksander Bakinowski (1839-1917)       | Zofia Agata (1864-1934) x. Aleksander Bakinowski (1839-1917)       | Zofia Agata (1864-1934) x. Aleksander Bakinowski (1839-1917)       | Zofia Agata (1864-1934) x. Aleksander Bakinowski (1839-1917)       | Zofia Agata (1864-1934) x. Aleksander Bakinowski (1839-1917)       | Zofia Agata (1864-1934) x. Aleksander Bakinowski (1839-1917)       |  |  |  |  |  |  |  |  |  |  |  |  |  |  |